# Slaughter of the Innocents
Slaughter of the Innocents (Huellas criminales en España y El verdugo de los inocentes en México) es una película de crimen de 1994 dirigida por James Glickenhaus y protagonizada por Jan Broberg, Elizabeth Johnson y Jesse Cameron-Glickenhaus.

## Argumento
Broderick es un detective cuyo hijo, Jesse, es un genio de los ordenadores.  Un día Broderick es enviado al estado de Utah para investigar el asesinato de dos niñas. Mientras que la policía está persiguiendo a un hombre inocente, el hijo del detective encuentra una relación entre este crimen y otros ocurridos en los últimos años. Emocionado con su descubrimiento, el niño sigue investigando por su cuenta. Descubre que el verdadero asesino es un fanático religioso y también descubre que ese asesino prepara su próximo asesinato.

## Reparto
| Actor                     | Papel              |
| ------------------------- | ------------------ |
| Scott Glenn               | Stephen Broderick  |
| Jesse Cameron-Glickenhaus | Jesse Broderick    |
| Jan Broberg               | Cindy Lockerby     |
| Elizabeth Johnson         | Stephanie Lockerby |
| Darlanne Fluegel          | Susan Broderick    |
| Kevin Sorbo               | John Willison      |
| Sheila Tousey             | Agente Lemar       |
| Aaron Eckhart             | Ken Reynolds       |
| Linden Ashby              | Virginia De Leo    |

## Producción
Inspirado en el éxito de El silencio de los corderos (1991), que revolucionó el thriller criminal, se decidió hacer esta película hasta el punto de que incluso se eligió como su protagonista principal a Scott Glenn, que participó en la película.
Una vez que el reparto estuvo resuelto, se rodó la película en localidades de Utah y de Ohio.

## Recepción
Hoy en día la película ha sido valorada en portales cinematográficos. En IMDb, con aproximadamente 1100 votos registrados, el filme obtiene una media ponderada de 5,1 sobre 10. En cuanto a Rotten Tomatoes, los más de 1000 votos registrados allí le dieron una valoración media de 2,8 de 5.